# Rochester, Kent

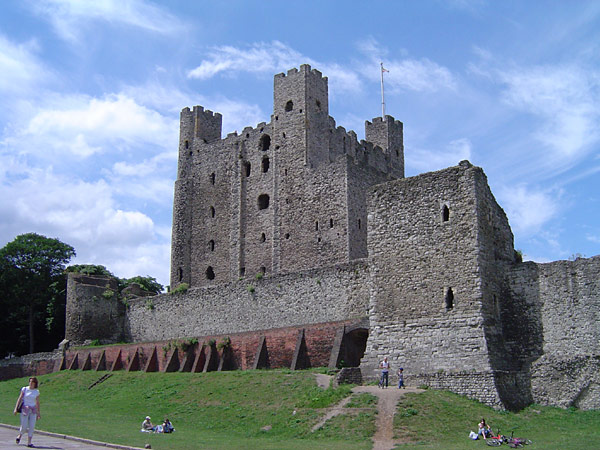
Rochester Castle, anlagt av normanderna.

Rochester (engelskt uttal: [ˈrɒtʃɪstər]) är en stad i grevskapet Kent i sydöstra England. Staden ligger i enhetskommunen Medway och bildar tillsammans med Chatham, Gillingham, Rainham och Strood storstadsområdet Medway. Den ligger vid floden Medways mynning, cirka 46 kilometer sydost om centrala London. Tätorten (built-up area) hade 67 274 invånare vid folkräkningen år 2021.
Staden grundades av romarna. Rochester är säte för en anglikansk biskop (sedan 604) och har en för sin ålder märklig domkyrka, ursprungligen anlagd av Augustinus omkring 600, men därefter delvis förstörd av danskarna och sedermera ombyggd i början av 1200-talet samt restaurerad 1871–1875 och (västfasaden och tornen) 1888–1893. Nordväst om Strood ligger Dickens villa Gadshill.
Rochester, som varit bebott sedan neoliticum, kallades av romarna som grundade staden år 43 Durobrivae ("fäste vid bron") och av Beda venerabilis Hrofæscæstre, vilket småningom förändrats till sin nuvarande form. I namnet finns det latinska ordet för slott, "cæstre"; Rochester Castle anlades av normanderna under biskop Gundulf av Rochester. På 800-talet härjades staden flera gånger av danskarna, men betraktades i följande århundrade som en av landets förnämsta hamnar. Rochester nämndes i Domedagsboken (Domesday Book) år 1086, och kallades då Rou(e)cestre.
Den engelska sångaren Declan Galbraith och dramatikern Matthew Warchus kommer från staden.